# Lisboa (1999)
Lisboa (Brasil: As Sombras de Lisboa ) é um filme hispano-argentino do género suspense, realizado e escrito por Antonio Hernández e Enrique Brasó e protagonizado por Sergi López, Carmen Maura e Federico Luppi. Estreou-se na Argentina a 29 de abril de 1999 e em Espanha a 23 de julho do mesmo ano. No Brasil foi exibido pelo canal Cinemax a 13 de janeiro de 2002.

## Elenco
- Sergi López como João
- Carmen Maura como Berta
- Federico Luppi como José Luís
- Antonio Birabent como Carlos
- Laia Marull como Verónica
- Saturnino García como Bruno
- Miguel Palenzuela como Aurélio

## Reconhecimentos
| Ano  | Prémios                                   | Categorias                       | Destinatários e nomeados | Resultado | Referências |
| ---- | ----------------------------------------- | -------------------------------- | ------------------------ | --------- | ----------- |
| 1999 | Festival do Cinema Espanhol de Málaga     | Melhor ator                      | Sergi López              | Venceu    | [ 5 ]       |
| 1999 | Festival do Cinema Espanhol de Málaga     | Melhor filme                     | Lisboa                   | Indicado  | [ 5 ]       |
| 2000 | Prémios Goya                              | Melhor atriz principal           | Carmen Maura             | Indicado  | [ 6 ]       |
| 2000 | Festival Internacional de Cinema do Cairo | Pirâmide de Ouro de melhor filme | Lisboa                   | Indicado  | [ 7 ]       |